# Michail Voronin
Michail Jakovlevič Voronin (in russo Михаил Яковлевич Воронин?; Mosca, 26 marzo 1945 – Mosca, 22 maggio 2004) è stato un ginnasta sovietico.
Ha gareggiato per l'URSS dalla fine degli anni '60, all'inizio degli anni '70. Ha vinto sette medaglie alle Olimpiadi estive del 1968, tra cui due medaglie d'oro e due medaglie d'argento alle Olimpiadi estive del 1972.

## Biografia
Nel 1966 viene insignito del titolo di Maestro Onorato degli Sport dell'URSS. Ha partecipato ai Campionati Europei nel 1967, 1969 e 1971: campione del mondo nella specialità degli anelli, nel 1967, nel 1969, e nel 1971, alle parallele nel 1967, nel 1969, e sul cavallo con maniglie nel 1967 , vincendo un totale di 15 medaglie.
Vinse i Campionati URSS del 1968 e del 1970, agli anelli nel 1969, e nel 1972, al cavallo con maniglie nel 1967 e nel 1969, alla barra nel 1971, e all'esercizio libero nel 1966.
Si ritira dalle competizioni dopo le Olimpiadi del 1972. Tra il 1973 e il 1994 diviene capo allenatore, tra il 1994 ed il 2004 presidente del club di ginnastica della Dynamo Mosca. Tra il 1978 e il 1988 è stato anche presidente della Federazione Ginnastica Russa.
Nel 1969 riceve l'Ordine del Red Banner of Labor, mentre nel 1969 viene nominato allenatore honoris causa della Repubblica Socialista Federativa Sovietica Russa. Nel 1973 si è laureato presso l'Ordine centrale statale dell'Istituto Lenin della Cultura Fisica.
Sia la sua prima moglie, Zinaida Voronina, che il figlio Dmitry Voronin erano anch'essi ginnasti professionisti. Mikhail e Zinaida divorziarono nel 1980.

## Palmarès

### Giochi olimpici
- 9 medaglie
  - 2 ori (a Città del Messico 1968 nella Sbarra e nel Volteggio)
  - 6 argenti (a Città del Messico 1968 nel Concorso a squadre, nel Concorso individuale, nelle Parallele e negli Anelli e a Monaco di Baviera 1972 nel Concorso a squadre e negli Anelli)
  - 1 bronzo (a Città del Messico 1968 nel Cavallo)

### Mondiali
- 7 medaglie
  - 2 ori (a Dortmund 1966 nel Concorso individuale e negli Anelli)
  - 3 argenti (a Dortmund 1966 nel Cavallo e nelle Parallele e a Lubiana 1970 nel Concorso a squadre)
  - 2 bronzi (a Lubiana 1970 negli Anelli e nelle Parallele)